# 克伊庫埃第196D號原住民保留地
克伊庫埃第196D號原住民保留地 (Kʼı Kué 196D)，簡稱為克伊庫埃196D，或又稱為樺木湖，是一個位於加拿大亞伯達省伍德布法羅地區自治市，史密斯河岸族的加拿大原住民保留區，屬於第八號編序條約地。

## 資料來源
1. ↑  .   [August 13, 2019].
2. ↑  . Crown–Indigenous Relations and Northern Affairs Canada. Government of Canada.   [August 12, 2019].